# Alive, She Cried
Albums de The Doors
An American Prayer: Jim Morrison
(1978) Live At The Hollywood Bowl
(1987)
Alive She Cried est le second album live du groupe de rock américain The Doors. Il est sorti au mois d'octobre 1983, soit 12 ans après la mort du chanteur emblématique du groupe : Jim Morrison. Sur le sixième morceau de l'album (Little Red Rooster), John Sebastian (à l'harmonica) épaule les quatre membres habituels du groupe : Jim Morrison au chant, Robbie Krieger à la guitare, John Densmore à la batterie et Ray Manzarek au piano et à l'orgue. 

## Titres
1. Gloria (Van Morrison)
2. Light My Fire (incluant Graveyard Poem)
3. You Make Me Real
4. Texas Radio And The Big Beat
5. Love Me Two Times
6. Little Red Rooster (Willie Dixon)
7. Moonlight Drive (incluant Horse Latitudes)